# ウォーカーマシン
ウォーカーマシン (Walker Machine) とは、テレビアニメ及びアニメーション映画『戦闘メカ ザブングル』に登場する、架空の作業用・戦闘用ロボットの総称である。

## 概要
ウォーカーマシンが登場する舞台は「年代不詳のはるか未来の地球（惑星ゾラ）」であり、その作品世界における支配階級であるイノセントから大衆層であるシビリアンに供与・売却される二足歩行型作業機械がウォーカーマシンである。
惑星ゾラでは、ウォーカーマシンが土木作業機械や移動手段、時には兵器として活躍しており、ハイテクを駆使したロボット兵器とは異なる、シビリアンの生活に密着した自動車のような存在として表現されるものだった。本来これらの機械が二足歩行を採用しているのはイノセントたちによる「再び惑星ゾラの大地を二本の脚で力強く踏みしめる」という願いからであり、人類再生の象徴であったという。
しかし劇中では（主に作画の都合で）「ジェットホバーノズルを併用したジャンプで移動する」、「スキーを履き、雪上を直立したまま滑走する」、「ホバーで低空飛行する」などのシーンが目立ち、名に反して「意外に歩かないマシン」でもあった。
ウォーカーマシンの特徴として、
- ロボットの動力源は「ガソリンエンジン」で例えばウォーカー・ギャリアは、16気筒と設定されている[注釈 1]。
- 操縦方法は「ステアリング」「レバー」と「クラッチ、アクセル、ブレーキ」[注釈 2]を用いた自動車や作業重機を思わせるもので、作中では「コンピュータ・コア」と呼ばれるパーツが制御装置として扱われている[注釈 3]。また、一部機体を除いて脚部が逆関節になっているのも特徴である。これらウォーカーマシンはそのほとんどが土木作業機械的なイメージを持つものであるが、際立った例外として合体変形機構を持ち、しかも最も人型に近いザブングル・タイプがある。
- 武装は意外に貧弱で、機体に固定装備の機関砲が主流。他はミサイルランチャーを後付けで増設する程度で、それ以上の重火器や手持ち火器を持つ機体はごく一部である。飛び道具ではない白兵戦装備は登場しなかった。
- 防御力もこの程度の火器で易々と撃破できるほど脆弱だが、操縦者（シビリアン）の屈強さとギャグタッチの作品内容もあって、パイロットの生存性は意外に高い。
- 操縦席は例外なく、外が見える直接視認型。特に小型WMでは屋根もないオープントップ（露天式）が主で、操縦席に、キュサ81mmロケットランチャーなどの携帯火器を持ち込んで、貧弱な火力を強化する例も多く見られた。
- 長時間運転用に自動歩行モードが標準装備されており、ティンプのガバメントの様に無線による外部からの遠隔操作が可能な機種も存在する。
- 水上用にホバーボード（WMサイズのホバー付きサーフィンボード）、雪中用のスキー、かんじきといった移動オプションが用意されており、これらを装備することである程度までなら、歩行移動に向かない地形にも対応可能。

なお、主人公の乗り込む母艦がロボットに変形したり、全く同型の主役機が2機同時に存在したり、一作品の中で主人公が最初に乗っていた主役機から全く新しい（新デザインの）主役機に乗り換えた最初のアニメでもある。

## ウォーカーマシン一覧

### 主人公機
- ザブングル
- ウォーカー・ギャリア
- アイアン・ギアー級

### ギャロップ
ギャロップ (Gallop) タイプは、トラッド11と並ぶ最もポピュラーな小型ウォーカーマシンである。
全高はザブングルタイプの約三分の一であり、小型三種のうちで最も小さい（設定は7.8mであるが、第1話を除く劇中では設定寸法より小型に描かれている）。色は茶、緑が主。
外観の特徴として機体後部に大きな固定式の荷台がある。また、脚部は他の多くの機種同様、膝関節が背中側に曲がる逆関節となっている。操縦席はオープントップで操縦にはハンドルではなく数本のレバーを用いる。シャベル状の爪をもつマニピュレーターは鉱石採掘にも用いられた。機体底面にジェットホバーノズルを持ち、ジャンプによる移動も可能だった（ただし「ホバーを噴かすと、あっという間にガス欠になる」と設定されているが）。
ブレーカー、ロックマン、交易商人を問わずさまざまな人たちが使用している。正面に向けて撃つのが難しい武装配置から、あまり戦闘向きではないが、シビリアンは「とにかく使えるものなら何でも使う」ため、荷台に大型ウォーカーマシン用のミサイルランチャーを横向きに載せて、戦力を強化した機体が劇中で確認されている。
船出したラグ・ウラロがこの機種でアイアン・ギアーを翻弄したほか、第41話でソルトのリーダーカタカム・ズシムが、ギャリアのバズーカ弾を装填する本機をラグから奪って、機体と引き替えにキッド・ホーラのガバリエを自沈せしめた。
デザインは出渕裕によるラフを富野由悠季が修正し、湖川友謙がフィニッシュワークを行った。

### トラッド11
トラッド11 (Trad 11)（トラッドイレブン、Trad Eleven）タイプは、ギャロップと並ぶ普及機の小型ウォーカーマシンである。色は深緑（サンドラット用）、茶＋黄、黄（第11話）、黄緑（第18話）。
外観の特徴として前面にキャノピー（ブルドーザーのような枠だけのロールバーへ、透明ビニールを張った代物）を持つ操縦席がある。胴体には固定式のミニガン二丁があり、脚部は逆間接となっている。ギャロップ同様、操縦にはハンドルではなく建設重機式に数本のレバーを用いる。機体底面にジェットホバーノズルを3基持ち、ジャンプによる移動も可能だった。
ブレーカー、ロックマン、交易商人を問わずさまざまな人たちが使用している。遠隔操作式の固定武装が正面にあり、機体ががっちりしてはいるが、火力的には貧弱であまり戦闘向きではない。劇中、両手で大型ウォーカーマシン用のミサイルランチャーを持ち発射するシーンもある。
キャリング・カーゴによるプロポピエフ一座へのWM操縦の特訓や、ジロン・アモスが、サンドラッドのメンバーにホバーノズルを使わず、重心移動だけで這い上がる練習をさせた機体である。第19話でザブングルと対決した機体は、ギャロップも混じりつつ、肩車して三重塔のようになったがすぐに崩れた。ファットマン・ビッグがエルチ救助に出撃した際、「キュサ81mmロケットランチャー」四門をロールバー側面へ括り付けた例もある。
デザインは出渕裕によるラフを富野由悠季が修正し、湖川友謙がフィニッシュワークを行った。

### クラブ
クラブ (Crab) タイプは、小型ウォーカーマシン三種のうちで最も大きく、クローズ型の操縦席を唯一有する。色は赤茶色が主で、黄色もわずかながら登場している。
上半身全体が箱型の操縦席・機関部で、一番高い部分から腕が生えているトップヘビーな形状であり非常にバランスが悪く、歩行時にはマニピュレーターや脚部を横に大きく広げてバランスをとる必要がある。燃費が悪く常に背面の2本の排気筒から煙をあげ、腰に増設の球型燃料タンクが4基つけられている。すでに旧式化しており戦闘にも採掘にも向かないという機体であるが、上半身がまるまる操縦席のため居住性は非常に良く、交易商人が好んで使用することがある。なお、腰部四方の球形燃料タンクから「バーニアを噴かして安定を取る」と設定されてはいるが、劇中ではこのギミックは再現されていない。
デザインは出渕裕によるラフを富野由悠季が修正し、湖川友謙がフィニッシュワークを行った。バンダイによるプラモデル版のデザインでは、上部のマシンガンが大型化され、強力さを感じさせる物となっている。
2フロントウィンドウ型
バリエーションとして、フロントガラス中央に枠のある物が第10話より登場。
オープントップ型（クラブ改装タイプ）
腕の位置を下げて重心バランスを改善し、キャブを取り去って軽量化するなどの改良を施した機体。8cm迫撃砲 (8cm GrW 34) と機銃二丁を装備し、戦闘向きに改修されている。乗員は4名で、第36話に初登場。

### ダッガー
ダッガー (Dugger) タイプは、惑星ゾラではもっとも標準的な大型ウォーカーマシンである。
装甲が厚く固定武装が豊富で、コクピットに寝台が標準装備されているなど居住性も高いベストセラー機。実用的な技術で設計されており信頼性は高い。ガバメントやプロメウスといった他の二足歩行タイプに比べると機動性はやや劣るものの、採掘、戦闘、移動と何にでも使える汎用WMである。
正面から見て、V字型に突き出したラジエーターがシルエット的特徴。マニピュレーターは右が採掘用クロー。左が4連装ロケットバルカンとなっている。このロケットバルカンは射程と火力が優秀なため、LSの武装として転用されることもある。脚部は逆間接となっており、機体底面に4基のジェットホバーノズルを持ち、これによる跳躍移動も可能。豊富な固定武装が用意されているが背面銃座だけ解放式である。銃座が2つとコクピットが1つであるため武装をフルに活かすためには3人乗り込まなければならないが、操縦席からの遠隔操作での射撃も可能。コクピットは複座式。劇中では主にモブ機として、赤・黄・青の三機一組で登場していた。
比較的旧式に属するが優れた大型作業機器であり、戦闘用としても優れた火力を持つためブレーカーにも交易商人、ロックマンにも多用されている。大型機としてはゾラでもっとも普及したWMで、ジロンの父、“鉄の腕”も暗灰色の本機を使用していた。
デザインは、出渕裕による原案を富野由悠季が修正、湖川友謙が最終的にまとめている。ただし出渕自身が「湖川友謙によるデザイン」と語った事もある。

### プロメウス
プロメウス (Promeus) タイプは、戦闘目的に特化された大型ウォーカーマシンである。
装甲は厚く両腕は火炎放射器（ナパームガン）が装備されていてマニピュレーターを持たず、純戦闘用のウォーカーマシンである。
コクピットは股間前面にあり、銃座を兼ねたサブコクピットが機体上方にある。重心が低くずんぐりとしたデザインのわりに高機動であり、機体底部の2基のジェットホバーノズルによってかなりの高さまでジャンプが可能。また、攻撃目標に応じて、両腕の肘から先をジョイントで交換可能という設定であるが、劇中で使われる事は無かった。
キッド・ホーラの劇中最初の愛機であり、グレタ・カラスやアコン・アカグなど、多くのブレーカーが使用している。なお、キッド機はチューンナップされており『プロメウスA(エース)』と名付けられている（ただし、この名称は設定書に書かれているものの本編上には出てこない）。湖川友謙によるデザイン。

### ガバメント
ガバメント (Government)タイプは、近接戦闘と長距離移動力に優れた大型ウォーカーマシンである。色は濃い緑（ティンプ用）、こげ茶。
他のダッガー等の大型ウォーカーマシンと比べればひとまわり小さいが、出力も高く機動性も高い優れた機体であり、長距離移動にも適している。
固定武装は少ないがさまざまな汎用武器を扱える4本指のマニピュレーターを持つ。コクピットの下の機銃座は銃が完全に固定されているため（銃座全体が上下に動く）、遠隔操作で射撃することが多い。肩のマウント位置を移動できる機能があり、これによりマニピュレーターの届く範囲がかなり拡張されていて、格闘戦能力は高い。機体底部に2基のジェットホバーノズルを持つ。プロメウスタイプと同じように下腕部を他の武装に換装することが可能で、ティンプ機が右腕を９連装ミサイルランチャーに換装していたこともある。この武装はイノセントから供与された高性能火薬を使用している。それ以前に使用していた3連装の汎用ミサイルポッドはバーゲン品と言及されている。また、ティンプ機はイノセントのエンブレムをつけていたが、全てのイノセントのエージェントのマシンに付けられるわけではない。
ティンプ・シャローンが初期に使用していた機体でもある。イノセントは一部のブレーカーに最新装備を与え、シビリアンの世界に混乱を起こすことで、人類再生計画の進捗度の検討と促進を行なっていた。とくにイノセント側ブレーカー専用機というわけではなく、少数ながら一般に流通している機体でもある。第1話でカーゴ一家のウォーカーマシンとして登場する（ただし搭乗者は不明）ほか、大手の交易商人であるカラス・カラスの一家は複数台を所有していた。湖川友謙によるデザイン。

### オットリッチ
オットリッチ (Ottrich) タイプは、クレーンの様な特殊な腕を持つ大型ウォーカーマシンである。色は主に赤＋紺。
同じ様なウォーカーマシンにセンドビードタイプがあり、これらはウォーカーマシン開発の歴史において、かなり初期の段階に生み出されたものである。本来ブルーストーン採掘用に開発されているが、厚い装甲を活かして戦闘にも用いられる。初期の機種ということもあってか、後発の多くのウォーカーマシンのような二本の「腕」はなく、機体中央のターレットに大型クレーンアーム1本と、同じくアームに保持されるコクピットが1基ある。脚部はかなり大型で、機体底面の6基のジェットホバーノズルと併用することで見た目よりは機動力がある。機体背面に20mm連装機関砲座を持ち、ターレットには6連装のミサイルランチャーが2基装備されているので戦闘力もそこそこある。主にロックマンが自衛用に用いることが多く、一部のブレーカーも使っているが、機動性の高い後発の機体にはかなわなかった。マッド・シーではホバーボードに乗って海戦も行っているが、ザブングルに横から蹴り落とされて海没している。
初登場は第8話。大型クレーンアームの先端は作業用の採掘ドリルやショベル（第44話）、戦闘用のミサイルポッドなど様々なオプションから選択して付け替えることが可能であり、劇中でも多数のバリエーションがみられ、特に第18・19話の エル・コンドルの機体（色は赤＋黄）が知られる。デザインは、富野由悠季によるラフを湖川友謙がクリーンアップ。

### センドビード
センドビード (Sendvead) タイプは、最初期に作られた大型ウォーカーマシンである。色はオレンジ。
ブルーストーン採掘のためにだけ開発されているため固定武装は無い。コトセット曰く「大昔のウォーカーマシン」で、現存しているものは少ない。オットリッチタイプの先祖的なメカと考えられ、機体中央のターレットに機体の3 - 4倍の長さの2本のマニピュレーターを持つ。コクピットもオットリッチと同じくアームに保持されるタイプのものが中央ターレットにマウントされている。マニピュレーター先端の作業ハンドはドリルにも換装可能である。また、機体正面に口のような鉱石粉砕用の破砕器を持っている。機体底面に4基、背面に2基のホバーノズルを装備し機動性は見た目よりはよい。非常に曲面を多用した外観は作業機械然とした他のウォーカーマシンとは異なっている。
ほとんど廃鉱同然の山にこもってブルーストーンを探し続けるホッターの機体として、第7話にのみ登場。
武器としてではないが、ビームスナッチャーと呼ばれる製造中止となった作業ハンドは鉱石粉砕用に振動し、ウォーカーマシンも粉砕できる。その中央部には採掘用破砕砲（デモリッションガン）があり、さらに爆薬を投射していた。デザインは富野由悠季によるラフを湖川友謙がクリーンアップ。

### カプリコ
カプリコ (Caprico) タイプは、普及度の高い細身の大型ウォーカーマシンである。色は赤＋紺（ギャブレット）、白＋緑（ソルト）、ピンク（イノセント側）、グレー＋黄（トロン）。
アクチュエーターが露出するほどの細身の四肢を持ち、機動性・汎用性ともに高く、大型機としての普及率ではダッガーと並ぶ。3本のクロー状のマニピュレーターはゾラの規格に合わせてあるためか案外器用で、いくつかの手持ち武器を扱える。内蔵武器も豊富で計5門の機銃・機関砲を備える。背部には装甲板を兼ねる可動式の荷台があり、積載量も大きい。大型なため機体を前屈させて乗降する。全高はザブングルよりも高いが細身で軽量なため機体底部の2基のジェットホバーノズルにより軽やかに動く。その身軽さゆえか、雪山などでスキーやホバーボードを使ってウォーカーマシンに比較的不向きな環境でも多く運用されていた。外観に似合わず耐久性も優れ、劇中で下半身を吹き飛ばされても、上半身だけで動くことができた。
第8話で女交易商人ギャブレット・ギャブレイ配下の機体として初登場。以後敵味方関係なく多数が登場し、死んだと思われたティンプが第29話で再登場した際にもこの機体に乗っていた。第27話では、ソルトの女戦士トロン・ミラン用として頭頂部の銃座のない機体が登場。トロン・ミランの他にもさまざまなブレーカーがカプリコタイプに乗って登場したが、トロン・ミラン以上の使い手はおらず、第34話ではファットマンの火事場の怪力によって撃破されてしまうこともあった。
湖川友謙によるデザイン。富野由悠季のラフは存在するが、ほぼ別物に変更されている。

### ガラバゴス
ガラバゴス (Galabagos) タイプは、比較的新型の戦闘用大型ウォーカーマシンである。機体色は橙（ホーラ他、第15話から）、緑（ゲラバ、第27話のみ）。
肩と股間節末端が大きなピニオンギアのような形をしているのが特徴。4本のクロー状のマニピュレーターを持つが、左手は固定武装内蔵式のため手持ち武器に一部制限がある。汎用性が高く、機体背面には荷台があり積載量も高い。頭頂部に12連装の旋回式小型ミサイルランチャーを装備し、胸にあたる部分にもロケット砲（または機関砲）を備え、つま先部分にも20mm機関砲を内蔵している。
機体上部には一体化した装甲板を持ち、防御力にも優れている。装甲板上部には手すり付きのデッキが備えられ、死角を減らす工夫がなされている。これだけの固定武装を持ちながら、すべてリモートコントロールが可能であり、パイロット一人でも全武装を使用できる。また、操縦席を前に向けた状態で機体を匍匐姿勢にすることが可能で、降着の際にはこの姿勢をとる（他のWMも乗降時は降着ポーズをとるが、匍匐姿勢をとりにくいため全高を低くできず目立ってしまう）。
番組後半からキッド・ホーラなどのブレーカーが多く使用した。ホーラ曰く「主人公にふさわしいマシン」で装甲は厚く、ザブングルの30mmライフル弾の直撃にも耐える。富野由悠季のラフをもとに、湖川友謙がデザイン。

### ブラッカリィ
ブラッカリィ (Brockary) タイプは、ザブングルタイプとほぼ同じ顔を持った、飛行可能な大型ウォーカーマシンである。色はギア・ギアを若干濃くした色で、単一ではなく塗り分けられている。
ザブングルとウォーカー・ギャリアの中間的な外観（尤も、頭部の意匠はザブングル、胴体の意匠はギャリアにそれぞれ酷似している）を持ち、背部には固定式のローターが装備されている。股間とふくらはぎにホバーノズルを装備している。変形機構こそもたないものの、ローターとジェットホバーを用いて短時間の飛行が可能な機体であり、機動性は可変タイプのザブングルやウォーカー・ギャリアに勝るとされる。胸に機関砲塔、下腕部にミサイルランチャーを持ち、ギャリアと同種の銃を装備する。また、ザブングルやギャリアと同様ハンドル操作である。
ドランの配備から多少遅れて登場し、イノセント側の軍隊に配備された。第41話でゲラバ・ゲラバ、第43話でイノセントのドワス、第50話でティンプが使用している。後付設定では、通常型とエンジンをデチューンした普及型が存在すると設定されたが、画面上での差違は不明。ジロンたちブレイカーとの戦い以後、イノセントが扱いやすくするための改造機だとの説もある。
本機はザブングルタイプの一種に見なされる場合もあり、「ブラッカリィ（ザブングル・タイプ）」、「ザブングルタイプ ブラッカリィ」、「ザブングル・改タイプ」と呼ばれることもある。しかし、最新史料である『マスターファイル』(p61) において、ザブングルタイプの発展型ではなくコンセプトを踏襲した新型機であり、駆動系はウォーカー・ギャリアに近似する（頭部もザブングルタイプからの流用は一切無い）ことが明らかとなった。また同時に、エンジンはV16エンジン（本体）＆V8エンジン（ファン）であり、バリエーションとして「試作機（3機）」「先行量産型」「索敵性能向上型」「拠点防衛用/制圧仕様」「暴徒鎮圧用/白兵戦仕様」が存在した等の、様々な新設定が明かされている。
デザインは、湖川友謙が制作初期にティンプ専用機として描いたラフを基に、富野由悠季が修正を加え、芥川義明（ビーボォー）がクリーンアップ。つまりギャリアの登場とは無関係に、物語当初より世界観にそぐわないザブングルの存在を合理的に馴染ませようとする配慮があったことがうかがえる。

### ドラン
ドラン (Durun) タイプは全高15.4mの飛行可能な特殊ウォーカーマシンである。色は白。
他のウォーカーマシンのような作業・掘削の用途への使用は考えられておらず、イノセントが拠点防衛用に作り上げたため、長時間安定して飛行できる。戦闘に特化しているので武装は強力。惑星ゾラではシビリアンの間には航空機類はなく、長い間イノセントの独占状態にあった。しかしホバギーに代表されるファンローター式の浮行マシンは存在し、ウォーカーマシンもジェットホバーノズルでかなりの高さまでジャンプが可能だった。そんな中でドランタイプはあえて歩行能力を大幅に簡略化、飛行に特化して開発されている。胸部から背部にまたがる大きなカバーに覆われたローターを2基備えており、空中機動性はかなりのものである。反面脚部は軽量化のためか折り畳み式の着陸脚状、腕部は固定武装を内蔵した兵装スポットで汎用性と歩行性能はかなり低く、飛行と攻撃力のみが突出した「ウォーカー」マシンとは呼べないような機体となっている。高機動と飛行による軽量化ゆえに装甲が犠牲となり、防御力が低いのが弱点。全高よりも全幅が大きく昆虫のようなシルエットを持つ。
第32話より登場し、最終回までイノセント側の主力WMとして活躍した。劇中のブルメのセリフによると通常の交易ルートにはまだ流通しておらず、カシム・キング派のイノセントが組織した軍隊に参加したグレタ・カラスをはじめ、ブレーカーの多くが使用している。本来「二本の脚で再びゾラの大地を歩く」という願いが託されていたウォーカーマシンの思想からは離れ、支配と制圧のために特化した飛行能力と火力は、人類再生計画に否定的なカシム派による「イノセントによる支配思想」を象徴する機体であるとも評されている。反イノセントの対抗組織ソルトのビリン・ナダやマリア・マリアも鹵獲した機体を使用して戦果を上げているが、慣熟訓練を行なっておらず撃破されてしまう。ただし、劇場版ではカタカム率いるソルトが劇中未登場のため、ビリンやマリアが鹵獲したドランを操縦するシーンは一切ない。デザインは富野由悠季のラフを出渕裕がクリーンアップ。当初は飛行メカではなく、ジャンプできる時間の長い機体と考えていたとのこと。

### レッグ
レッグ (Legg) タイプは、全高2.4mと最も小型な軽ウォーカーマシンである。色は赤、カーキグリーン。
小さな武装アタッチメントを兼ねるマニピュレーターを持ち、肩・腰が無く対空砲座から両手足が生えているような形で、常に前屈姿勢である。股関節と肩関節はほぼ同じ高さにあり、足は小さくつま先以外に外側とかかとに張り出しがあり、操縦席はオープントップで正面に縦列式の機銃を備える。
操縦自体は簡単でホバギー同様だれでも扱えるが、戦闘に用いるのには向いていない。馬かバイクに近い存在で、ランドシップ内の移動や荷物の積みおろし、伝令などに用いられるのが一般的だが、第37話ではイノセントの女ブレーカー集団が、この機体でランドシップを窮地に陥れたこともあった。ソルトのビリン・ナダはこれで戦場を駆け巡っていた。出渕裕によるデザイン。

### ホッグ
ホッグ (Phogg) タイプは、全高3.3mと小型な軽ウォーカーマシンである。色はクリーム＋赤茶。
武装はなく、触手状の修理用マニピュレーターで他のマシンを修理するWMである。レッグより脚部は太く、収納式のマニピュレーターを格納すると脚部のみの作動肢となる。コクピットはガラス張りの閉鎖型で居住性が高く、このために偵察用に転用される場合が多い。初登場の第25話では、ブルメが本機に搭乗し破壊されたウォーカーマシンの使用可能なパーツを集めていた。第41話で、別のクルーがアイアン・ギアーの破損した装甲板を剥がしていたこともある。
デザインは出渕裕であるが、かがみあきらが出渕からの依頼を受けていくつかのデザインを提出している。ただし画稿が公表されておらず、どの程度の関与かは不明。なお、かがみはウォーカーマシンのコンセプト自体に関与していたとの宮武一貴の証言もある。

### ブラン
ブラン (Burun) タイプは非常に小型の無人ウォーカーマシンである。塗装はダークブルー。
機体に操縦席はなく、無人で自動制御される。イノセントの居住区域であるポイントの警備用で、マニピュレーターは装備されていない（ウォーカーマシンというより、非人間型ガードロボットに近い）。機体前部上下にそれぞれ12.7mm機銃を搭載したターレット、後部に回転するバーアンテナ付きのレドームを持ち、股間には二本の対WMミサイルポッドがある。
初登場は第26話。ドームを襲撃するジロンたちを小部隊で迎撃するも、自動制御のために動作が単調でばたばたと倒された。装甲も薄く、ギャリアの12.7mm機銃にすら蜂の巣にされてしまうほど脆弱である。出渕裕によるデザイン。

### バルキリ
バルキリ (VLKR) タイプは、ドランタイプのような飛行を主とした大型ウォーカーマシンとして設定されたが、劇中には登場しない、いわゆる没メカである。
スペック上はドランよりも一回り大型のつくりで、WMには珍しく大型のカノン砲を装備している。形状はダッガータイプとの構造の類似性が見られるが、飛行シルエットはWMというよりも『聖戦士ダンバイン』のオーラバトラーに近い。設定においてはドランの前段階の試作機とされるが、後継機として開発されたという説もある。実際に作られたのかは不明であり、生産されなかったとする説もあるが、本機が登場する外伝漫画も存在する。
出渕裕によるデザインで、「ドランの発展型で重武装の物を」と依頼された。ラフデザインは富野由悠季によるが未公開。本機が使用されなかった理由に関して、出渕は次の様に語っている。「どうして、VLKRが登場しなかったかというと、単純に制作上の問題です。バンクシステムを取らざるを得なかったので、新しく出せなかったわけです。でも、富野さんには気に入っていただきました」。
なお、本機の英名は「VLKR」との特殊な表記がなされるが、当初ムックで公開された際のバルキリの英語表記は「VARKYLIE」である。しかしこの後、『記録全集(3)』ではバルキリではなく「VLKR（どう読むかは自由です）」とされ（ただしラフ画稿の中にはバルキリの文字あり）、第4巻においても名称はVLKRであった。だが、時を経て名称は再びバルキリへと戻り、「VLKR」は英名としてのみ残された。

### その他
名称不明のウォーカーマシンがバザーのモブとして、第1話に1種、第2話に3種の、計4種が登場する。
第1話に登場する物は、腹部に窓らしき物がある緑色の機体。第2話の一つめは出渕の没設定の流用で、クレーン車を思わせるガラス張りのキャノピーが、機体の中心線より右側に寄って設置されているのが特徴。左側にはケーブルドラムが設置されており、後方に荷台らしき部位がみられる。二つめは、トラッド11が大型化した様な物。三つめはトラッド11の準備稿の流用で、右腕に機関砲を有している。

## 商品化
『戦闘メカ ザブングル』は『機動戦士ガンダム』から数えて同じ放送枠では4作目となるアニメである。同枠内としては『無敵ロボ トライダーG7』『最強ロボ ダイオージャ』に続く作品となる。当時は他局でリアルロボット路線の走りとされた『太陽の牙ダグラム』『装甲騎兵ボトムズ』のラインが重厚なストーリーと精度の高い模型により人気を博していた。そのため商品化においては、前作、前々作とは変えてリアルロボット路線にシフトした製品開発が行なわれたのが特徴である。
当時の主な商品としては、提供スポンサーのクローバーからザブングルが『DX戦甲（マシーン）変型合体』、ウォーカー・ギャリアが『DX変型合体』として発売されさらに変型・合体しないスタンダードの合金トイ、ソフトビニールのトイも併せて発売された。また、完全変型できる『変型デラックス』としてアイアン・ギアーも発売された。この『変型デラックス アイアンギアー』はトイにしては珍しくスジ彫りを多用したプラモデル的な手法を用いていた。これとは対照的に、ザブングル同様『戦甲（マシーン）変型合体』のカテゴリーにラインナップされていた「アイアンギアーセット」は、より玩具的要素が強く、劇中の設定にはない剣と銃、そしてザクのヒートホークそっくりの斧など多数武器が付属し、戦車形体にも変型してしまう驚きの内容だった。この『アイアンギアーセット』は初期設定を参考にする形で企画されたものなのか、パッケージには「宇宙空母が戦闘ロボにチェンジ」のコピーが残っていたが、『変型デラックス』版では番組開始後の設定に則って「LAND SHIP」の表記が加えられている。
バンダイ（ホビー・コレクターズ事業部。後にBANDAI SPIRITSとして分社化）からは主役とそれ以外の多数を含む各ウォーカーマシンのプラモデルが発売された。バンダイが展開するガンプラ以降の本格的な新シリーズとあって、かなり開発に力が入れられていた。昨今のバンダイの自社安全基準に則る以前の商品であったことや、当時のロボットアニメプラモがミリタリー的なリアル志向に傾倒していたことなどもあり、1/100シリーズは特にミリタリーモデルを彷彿とさせるシャープな造形とディテールが特徴となっている。アニメ用設定画では省略されていたラジエーターグリル、蛇腹関節、シリンダーなどを加えた模型用デザイン画が新たに起こされ、機体各部にはパネルラインなどのスジ彫りが施された（ユーザーが自由に塗装するよう指示されていたり、ドラム缶など好みで付けるオプションパーツや1/100のフィギュアなども付属）。これに対して、1/144シリーズの方は総じてあっさりしたモールドであった。
1/100シリーズの箱絵は田宮模型のMMシリーズを思わせる、背景のない「ホワイトバック」だった。1/144シリーズの箱絵は、主に石橋謙一が手がけている（センドビードは開田裕治の手による。開田は、ホバギー、『R3 1/100ウォーカーギャリア』も手掛けた）。1/144シリーズの箱絵は世界観を重視したイラストであり、それまでの業界の常識を破る、メカの全体像がイメージできないような斬新な構図も取られた。なかでも、メカを俯瞰で捉えて描かれたガラバゴスタイプ、メカの後方、足元から広角レンズで捉えたような視点で描かれたオットリッチタイプなどは現在も話題となることが多い。
プラモデル シリーズにおいて、主役メカを除くと「顔がない」という野心的デザインにバンダイは熱意を持って挑んだが（ただしザブングルタイプは玩具前提のデザインでリアリティが無いため、商品化は後回しにされた）、スタートダッシュはそこそこの売れ行きだったものやがて失速していく。

売上の不振により、2機目の主役メカであるウォーカー・ギャリアの1/100モデルは発売が中止された。バンダイの松本悟は「商品点数を増やしすぎてしまった弊害であり、シリーズ全体の償却の問題」と語っている。また、1/48レッグタイプ&ブランタイプに関しても、試作木型が作られながら実際のラインナップに加わることなくシリーズは終了した。1/100ウォーカー・ギャリアはバンダイ発行の『模型情報』vol.44（1983年4月号）誌上で発売中止が伝えられた直後から、読者投稿欄にユーザーの抗議が殺到した。それから実に1年余りもキット化希望の声が絶えず、騒動が鎮静化してしばらく経った1985年8月には、『模型情報』別冊のペーパークラフトとして発行されたものの、とてもモデラーを満足させる物ではなかった。この一件を受け、のちにウェーブをはじめとするいくつかのメーカーから1/100ウォーカー・ギャリアのガレージキットが発売されている。また、当のバンダイからも1984年に唯一のHCM（ハイコンプリートモデル）のWMとして、1/144のウォーカー・ギャリアが発売された（1996年に再版）。そして2000年には、M・I・A（モビルスーツ・イン・アクション!!）の流れを組むW・I・A（ウォーカーマシーン・イン・アクション!!）で無変型でオプションを付けたザブングルが、翌2001年にはHCMと同等のギミックを持つウォーカー・ギャリアも発売された。なお、W・I・Aザブングルは、2007年に関節部品と塗装を変更して装いも新たにI・A・O（イン・アクション!! オフシュート）としても発売されている。
シリーズ終了以降も一部のキットは何度か再発売が行なわれていたが、2005年8月に1/144キットを中心に約22年ぶりの物も含んだ多数のラインナップが再発売され、いわゆるザコWMを中心に店頭に並ぶや即完売状態に陥り、人気の高さをうかがわせた。また、2007年2月、2008年4月にも再発売されている。
また、近年には再発売だけではなく、完全新作商品として『超合金魂』にザブングル（2005年発売）、ウォーカー・ギャリア、アイアン・ギアー（ともに2007年発売）の3点がラインナップに加わっている。そのうち前者2点にはブラッカリィ、ドランタイプと放送当時は商品化が見送られたアイテムが半完成品キットとして付属した。このキットは本来の『超合金魂』の商品パッケージの中に内箱に入るかたちで同梱されており、そのパッケージデザインは番組放送当時の1/144プラモデルシリーズを踏襲した凝った仕様になっている。また、アイアン・ギアーは前述の『変型デラックス』ではできなかった「脚部の変型と可動の両立」を実現している。
さらにムック本『第二次超合金魂計画』の誌上企画で販売された限定アイテムのザブングル（リアルカラー）にはボーナスアイテムとして、レッグタイプ、ホッグタイプ、ブランタイプの彩色済み完成品が付属した（代わりに前述のブラッカリィは付属せず）。これをもって劇中に登場したウォーカーマシンは全種1/144スケールでの商品化が実現したこととなる。また、Amazon.com限定商品として、一迅社の『戦闘メカザブングル 設定完全資料集』にギア・ギアのプラモ（内容は1/1000アイアン・ギアーの成型色違い）をセットした特別版なども登場している。このように昨今再び盛り上がりを見せているシリーズだが、大半の1/100キットに関しては金型の仕様やマテリアル調達の都合から永らく再発売が見送られていた。だが、2007年のプラモデル・ラジコンショーで1/100シリーズの約24年ぶりの発売が発表された。既に数回の再発売で市場にある程度の数が出回っているザブングルタイプと、現時点で金型の一部の所在が不明なガバメントタイプ、プロメウスタイプ、オットリッチタイプを除いたラインナップの販売が2008年1月下旬よりスタート。2008年4月『R3 1/100ウォーカーギャリア』発売から半月後に、約24年振りに1/100ダッガータイプが販売された。
2006年9月に第1弾レイズナーが発売されたプラモデル「リアルロボットレボリューション」シリーズにおいて、開発スタッフから1/100ギャリアの製品化が示唆され、2006年秋のプラモデル・ラジコンショウではラピッドプロトタイピングによる試作品が展示されていた。しかし試作モデルのデザインアレンジの不評やシリーズ自体の苦戦から企画そのものがペンディング状態であったが、プロジェクトチーフである狩野氏の要請でフリーライターのあさのまさひこがスーパーバイザーとして加わる形で開発が再開し、2007年のプラモデル・ラジコンショーでかなり本編描写に近い形状の新しい試作品展示と同時に2008年春発売を目標に開発を行なっていると発表され、発売中止の報から25年を経て2008年4月12日に『R3 1/100ウォーカーギャリア』として発売された。また、パッケージには初期のキットからの通し番号があり1/100シリーズ「No.11」の扱いになっており、付属の小冊子はかつての『模型情報』を模したデザインや判型となっている。このパッケージや小冊子、ギャリア本体の形状やディテールのみならず告知用ポスター・広告、旧1/100キット販売告知用ポスターのデザインアイディアなどほぼ全てにおいてあさのが深く関わっている。
2016年6月に、食玩『スーパーミニプラ』シリーズ『スーパーミニプラ 戦闘メカ ザブングル』として、ブングル・スキッパー、およびブングル・ローバー、トラッド11タイプ、ギャロップタイプの計4種が製品化された。このうち、ブングル・スキッパーとブングル・ローバーはパーツの差し替えや合体させることで、ウォーカーマシン形態のザブングルや、ビーグル形態のザブングル・カーなどを再現することが可能となっている。ちなみにこれら4種をすべてコンプリートした場合、フル装備仕様のザブングルが完成する。翌2017年1月には、『スーパーミニプラ ウォーカーギャリア』として、ギャリィ・ホバー、ギャリィ・ウィル、クラブタイプ、レッグタイプ（1/35相当）が製品化された。更に同年5月には、プレミアムバンダイ限定で『スーパーミニプラ 戦闘メカ ザブングル ウォーカーマシン バザーアイテムセット』が出荷されており、この5種をコンプリートする事でギャリアの全武装を再現できる。
2017年7月に、HI-METAL Rシリーズとして、ザブングルタイプが1/100スケール相当のサイズで製品化された。2017年12月に、ガバメントタイプ（ティンプ機）、2018年7月に、ブラッカリィ、2019年2月に、ウォーカーギャリアがそれぞれ製品化された。

### 初期プラモデルシリーズ発売アイテム一覧
- ギャロップ 1/144、1/100
- トラッド11 1/144、1/100
- クラブ 1/144、1/100
- ダッガー 1/144、1/100
- プロメウス 1/144、1/100
- ガバメント 1/144、1/100[注釈 38]
- カプリコ 1/144、1/100
- ガラバゴス 1/144、1/100
- オットリッチ 1/144、1/100
- ザブングル 1/144、1/100
- ウォーカーギャリア 1/144
- センドビード 1/144
- アイアン・ギアー 1/1000
- ホバギー 1/48
- ロボチェンマンシリーズ ウォーカーギャリア